# Сканьелло
Сканьелло (італ. Scagnello, п'єм. Scagnel) — муніципалітет в Італії, у регіоні П'ємонт,  провінція Кунео.
Сканьелло розташоване на відстані близько 460 км на північний захід від Рима, 85 км на південь від Турина, 35 км на схід від Кунео.
Населення — 197 осіб (2014).
Щорічний фестиваль відбувається 24 червня. Покровитель — святий Іван Хреститель.

## Демографія
Населення за роками:

Станом на 1 січня 2023 року в муніципалітеті офіційно проживали 4 іноземці з 3 країн, серед них 2 громадяни країн Євросоюзу.

## Сусідні муніципалітети
- Баттіфолло
- Чева
- Лізіо
- Момбазільйо
- Монастероло-Казотто